# Lick (singolo)
Lick è un singolo della cantante giamaicana Shenseea e della rapper statunitense Megan Thee Stallion, pubblicato il 21 gennaio 2022 come primo estratto dal primo album in studio di Shenseea Alpha.

## Antefatti
Le due artiste si sono incontrate in occasione dei BET Awards 2021. Il 19 gennaio 2022 hanno iniziato ad anticipare il singolo attraverso diverse immagini diffuse sui social media.

## Descrizione
Lick contiene un campionamenti tratto da Work di Pupa Nas-T e Denise Belfon. Nonostante inizialmente Pupa Nas-T avesse dimostrato il proprio entusiasmo per il brano, nel marzo 2022 ha presentato una querela contro la cantante. La causa legale è stata risolta il 31 marzo 2023.

## Video musicale
Il video musicale, diretto da James Larese e la stessa Shenseea, è stato reso disponibile in concomitanza con l'uscita del brano attraverso il canale YouTube della cantante.

## Tracce
1. Lick – 2:46

## Classifiche
| Classifica (2022) | Posizione massima |
| ----------------- | ----------------- |
| Stati Uniti       | 120               |